# 約翰遜縣 (阿肯色州)
約翰遜縣（英語：Johnson County）是美國阿肯色州西北部的一個縣。面積1,768平方公里。根據美國2000年人口普查，共有人口22,781人。縣治克拉克斯維爾（Clarksville）。
成立於1833年11月16日。縣名以阿肯色準州時期的法官Ben Johnson命名。本縣為一禁酒的縣。